# Lý Xương Phù
Lý Xương Phù (李昌符, ? - 23 tháng 8 năm 887?) là một quân phiệt vào cuối thời nhà Đường, cai quản Phượng Tường từ năm 884 đến năm 887. Năm 887, đã xảy ra xung đột vũ trang giữa ông và triều đình, ông chiến bại trước tướng Lý Mậu Trinh và sau đó bị thủ hạ Tiết Tri Trù hành quyết.

## Đoạt Phượng Tường
Năm 884, huynh của Lý Xương Phù là Phượng Tường tiết độ sứ Lý Xương Ngôn lâm bệnh và bổ nhiệm Lý Xương Phù làm lưu hậu của quân. Đường Hy Tông sau đó đã bổ nhiệm Lý Xương Phù là tiết độ sứ.

## Liên minh rồi phản lại Chu Mai
Năm 885, Tả Thần Sách trung úy Điền Lệnh Tư đã liên kết với Lý Xương Phù và Tĩnh Nan tiết độ sứ Chu Mai để chống lại các tiết độ sứ Vương Trọng Vinh và Lý Khắc Dụng. Sau đó, liên quân Lý/Vương đánh bại liên quân Điền/Lý/Chu tại Sa Uyển. Khi Lý Khắc Dụng tiến đến Trường An, Điền Lệnh Tư đem Đường Hy Tông chạy đến Hưng Nguyên.
Trong khi đó, Chu Mai và Lý Xương Phù trở nên hổ thẹn vì liên minh giữa họ với Điền Lệnh Tư, vì thế họ quay sang lập một hoàng đế mới, người sẽ không chịu ảnh hưởng của Điền Lệnh Tư. Khi đó, Chu Mai bắt được một họ hàng xa của Đường hy Tông là Tương vương Lý Uân. Theo thỏa thuận với Lý Xương Phù, Chu Mai đưa Lý Uân trở về Trường An và sau đó tuyên bố Lý Uân là hoàng đế. Họ cũng phái binh đi tiến công Hưng Nguyên để bắt Đường Hy Tông, song bị đẩy lui. Tuy nhiên, sau khi Chu Mai tự phong mình là Thị trung và tự mình kiểm soát triều đình tại Trường An, Lý Xương Phù trở nên tức giận và từ chối tất cả các chức tước mà Lý Uân ban cho, quay sang trình tấu đến Hưng Nguyên bày tỏ trung thành với Đường Hy Tông. Đường Hy Tong ban cho Lý Xương Phù chức Tư đồ.

## Bị đánh bại và qua đời
Vào cuối năm 886, Chu Mai bị thủ hạ là Vương Hành Du giết chết, Lý Uân chạy đến chỗ Vương Trọng Vinh song bị Vương Trọng Vinh giết. Khi Đường Hy Tông trên đường trở về Trường An vào mùa xuân năm 887, Hoàng đế có đi qua Phượng Tường. Lý Xương Phù lo sợ rằng khi Đường Hy Tông trở về Trường An thì ông có thể bị tra xét về việc trước đây từng liên kết với Chu Mai, vì thế Lý Xương Phù đã đề nghị Đường Hy Tông ở lại Phượng Tường lâu hơn với lý do cung điện ở Trường An chưa được sửa chữa, Đường Hy Tông chấp thuận.
Đến mùa hè năm 887, đoàn rước của Lý Xương Phù và đoàn rước của tướng triều đình Dương Thủ Lập (楊守立) tranh đường, dẫn đến binh sĩ hai bên chiến đấu với nhau, không dừng lại bất chấp các thái giám của Đường Hy Tông đứng ra can thiệp. Đêm hôm đó, Lý Xương Phù tiến công hành cung của Đường Hy Tông tại Phượng Tường, song nhanh chóng bị Dương Thủ Lập đánh bại. Lý Xương Phù đem gia tộc chạy đến Lũng châu. Đường Hy Tông sau đó đã khiển Vũ Định tiết độ sứ Lý Mậu Trinh tiến công Lý Xương Phù ở Lũng châu. Sau đó, vào mùa thu năm 887, Lũng châu thứ sử Tiết Tri Trù đã đầu hàng, giết chết Lý Xương Phù cùng gia tộc. Sau đó, Lý Mậu Trinh đoạt lấy Phượng Tường.